# Avro 558
L'Avro 558 est un avion de sport ultra-léger britannique de l'Entre-deux-guerres. 

## Origine
Ce biplan monoplace fut dessiné par Roy Chadwick pour participer au concours des avions légers monoplaces organisé du 8 au 13 octobre 1923 par le Daily Mail sur l’aérodrome de Lympne. Les concurrents ne devaient pas utiliser de moteur dépassant 750 cm3 de cylindrée, et plusieurs prix étaient offerts (plus grande distance parcourue avec un gallon d’essence, meilleure altitude atteinte, vitesse... A.V.Roe and Co présenta à ce concours comptant 28 inscrits deux appareils différents, le biplan Avro 558 et le monoplan Avro 560, les deux appareils devant être pilotés par Bert Hinkler.

## Description
L’Avro 558 se présentait comme un biplan à ailes égales décalées de grand allongement (Allongement de 10). La structure de l’aile était mixte, longerons et nervures en bois, bord d’attaque et de fuite en tubes soudés. L’entreplan était tenu par 4 mats profilés en épicéa sur aux extrémités desquelles était riveté des plaques de dural en V venant se boulonner sur les longerons de voilure. Des ailerons de grand allongement occupaient la moitié de l’envergure des plans, eu haut comme en bas. Traité en poutre Warren avec une structure en épicéa entoilée, le fuselage avait un maitre-couple en forme de U inversé. L’appareil reposait sur un train fixe à voie étroite composé de deux roues de vélo de 56 cm de diamètre tenues par un axe amorti encastré dans le fuselage. Des balancines sous les plans inférieurs et une béquille arrière complétaient l’atterrisseur. L’empennage comportait une dérive compensée aérodynamiquement sans surface verticale fixe et un stabilisateur classique contreventé de forme ellipsoïdal en plan.

## Un concours au bilan mitigé
Deux Avro 558 furent en fait présentés à Lympne. Portant le numéro "5", le premier exemplaire était confié à Bert Hinkler et avait un moteur B & H à prise directe, qui semble avoir été remplacé juste avant le concours par un Blackburne Tomtit de 20 ch. Hinkler n’utilisant en fait que l’Avro 560, cet appareil fut confié au Lt Barrett le 13 octobre pour une tentative de record d’altitude. Cet appareil fut contraint à un atterrissage forcé qui se termina par un cheval de bois endommageant sérieusement l’appareil.
Portant le numéro "11", le second Avro 558 fut porté sur le registre civil britannique [G-EBBHW, c/n 5089] le 19 septembre 1923 au nom de G.E. Bush et H.A. Hamersley avec un moteur bicylindre Douglas de 500 cm3 (18 ch à 5 400 tr/min) à réducteur entrainant une hélice de grand diamètre. Hamersley, qui s’intéressait principalement au prix de 100 UK£ offert par Sir Charles Wakefield à l’appareil atteignant la plus grande altitude, atteignit 2 011 m dès le 8 octobre. Le 13 octobre il parvenait à 4 221 m malgré un vent très violent en altitude. Battu par J.H. James sur un monoplan ANEC I (en) à moteur de 700 cm3 (4 389 m), il se vit attribuer un prix de 100 UK£ par le Duc de Sutherland qui estima que le vent violent avait perturbé sa tentative.
Le 27 octobre 1923 l'Aéro Club Royal de Grande-Bretagne organisa à Hendon un meeting d’avions légers durant lequel Hamersley se classa 3e de la course de vitesse. Cet appareil, qui roulait difficilement sur une piste en herbe en raison de la forme de son atterrisseur, disparut des registres en 1924.

## Sources
1. ↑  A.J. Jackson
2. 1 2  Flight 4 octobre 1923 p. 602
3. 1 2 3 4 5  Flight 4 octobre 1923 p. 606
4. ↑  Flight 18 octobre 1923 p. 647
5. ↑  Flight 11 octobre 1923 p. 625
6. ↑  Flight 18 octobre 1923 p. 636
7. ↑  Flight 18 octobre 1923 p. 648